# Frankenstein de Mary Shelley
Frankenstein de Mary Shelley (Mary Shelley's Frankenstein, en su título original en inglés) es una película de 1994 dirigida por Kenneth Branagh, protagonizada por Robert De Niro, Tom Hulce, Helena Bonham Carter y el propio Kenneth Branagh. Es una adaptación de la novela de Mary Shelley Frankenstein o el moderno Prometeo. La película se promocionó como más cercana a la novela que las otras adaptaciones a películas pero, no obstante, difiere de la trama original de la obra de Mary Shelley.
La película forma parte de una breve tendencia a mediados de los años 1990 en estrenar adaptaciones de los clásicos relatos de terror por lo general, con la reivindicación de una mayor autenticidad respecto a las versiones anteriores en el cine, a raíz del gran éxito en taquilla de Francis Ford Coppola con Drácula, de Bram Stoker. Otras películas incluidas en esta tendencia son Mary Reilly (basada en la historia de Jekyll y Hyde) y la película Lobo, sobre la base del mito del hombre lobo.

## Argumento
La película empieza con unas palabras de Mary Shelley:
"Me puse a pensar en una historia que hablaba con los misteriosos temores de nuestra naturaleza y despertase terror apasionante; una para que el lector tema al mirar a su alrededor, para cuajar la sangre y acelerar los latidos del corazón."
La historia comienza en el año 1794. El capitán Robert Walton (Aidan Quinn) encabeza una expedición atrevida para alcanzar el Polo Norte. Mientras su barco está atrapado en el hielo del Mar Ártico y al borde del motín ante la negativa del capitán de dar por acabada una empresa a todas luces fracasada y regresar a casa, Walton y sus hombres oyen a lo lejos, un potente gemido que vuelve locos a los perros al punto que escapan para intentar atacar eso que se oye, sin embargo descubren a un hombre debilitado y enfermo que viaja a través del Ártico a pie y solo quien les advierte que los perros ya han muerto y que deben refugiarse en el barco por su propia seguridad. Una vez en la nave los hombres insisten en que seguir sería un fracaso, pero Walton los amenaza para que desistan, aun así la intención de amotinarse se hace obvia entre los marineros. Cuando el desconocido ve cuán obsesionado está Walton con alcanzar el Polo Norte le pregunta "¿Tú posees mi locura?", por lo que decide revelar su nombre: Víctor Frankenstein (Kenneth Branagh) y comienza a relatar su historia.
La película retrocede a la infancia de Víctor en Ginebra como el hijo del acaudalado Barón Frankenstein (Ian Holm) y su esposa Caroline (Cherie Lunghi). En un momento de su infancia, los padres de Víctor han adoptado a Elizabeth (Helena Bonham Carter), que se convertirá en el amor de la vida de Víctor.
Años después, la madre de Víctor muere durante el parto de un inesperado segundo hijo que ha tenido ya siendo mayor, al que bautizan William (Ryan Smith). En algún momento antes de ir a la universidad en Ingolstadt, el afligido Víctor jura sobre la tumba de su madre de que va a encontrar una manera de conquistar a la muerte. En la noche de su graduación, Víctor y Elizabeth prometen casarse cuando él regrese de sus estudios.
En la Universidad de Ingolstadt donde Víctor estudia la carrera de medicina, sus estudios previos de las obras de alquimistas tales como Paracelso, Alberto Magno y Cornelio Agrippa le hacen impopular entre algunos profesores. Sin embargo, se hace amigo de otro estudiante de medicina llamado Henry Clerval (Tom Hulce) y del profesor Waldman (John Cleese) quien posee ideas radicales sobre la ciencia y quien finalmente se hace su mentor. Víctor llega a creer que la única manera de engañar a la muerte es crear la vida. En este punto, el profesor Waldman le dice a Víctor que no siga adelante con su teoría; insinuando que él lo intentó una vez, pero terminó sus experimentos ya que dio lugar a una "abominación".
Mientras realiza unas vacunaciones, el profesor Waldman es apuñalado por un soldado cojo y tuerto que cree que los médicos están tratando de envenenarlo; a pesar de los esfuerzos de su estudiante para salvarlo el profesor muere y el soldado es condenado a muerte y ahorcado en la plaza pública. Después de que Waldman es enterrado, Víctor irrumpe en el laboratorio del profesor, toma las notas de Waldman sobre los experimentos y comienza a utilizarlos para trabajar en su propia creación.
Víctor pasa meses en su departamento trabajando en crear una criatura viviente que respira usando el cadáver del soldado, reemplazando su cerebro con el de Waldman y dándole partes de cuerpos muertos de varias fuentes, incluyendo una nueva pierna en el lugar de la faltante y un ojo para reemplazar el dañado. Experimentos preliminares con animales le muestran a Víctor que ha creado un método efectivo para dar vida a cuerpos muertos, aunque no se da cuenta de que como efecto secundario los reanimados desarrollan una fuerza monstruosa. Luego comienza a construir su criatura y está tan obsesionado con su trabajo que ni siquiera un brote de cólera que deja en cuarentena la ciudad lo detiene. Elizabeth llega a la ciudad a buscarlo y es rechazada por él y se va desconsolada, mientras Henry intenta alcanzarla en medio del caos de la evacuación de la ciudad. Una madrugada, Víctor finalmente le da vida a su creación, pero él retrocede de ésta con horror y renuncia a sus experimentos.
Esa noche, la criatura (Robert De Niro) escapa del apartamento de Víctor y tras ser descubierto y atacado por la gente de la ciudad, escapa al yermo. Allí pasa meses escondido en el bosque, viviendo en el granero de una familia de campesinos. A medida que pasa el tiempo, la criatura los observa aprendiendo así a leer y hablar; finalmente intenta ganar el amor de la familia, pero sus esfuerzos son en vano, ya que horrorizados por su aspecto abandonan la cabaña. Dolido al ver que no hay lugar en el mundo para él y mediante el diario que encontró en el abrigo que tomó del apartamento de Víctor, descubre las circunstancias de su creación y que Víctor Frankenstein es el responsable. A continuación, quema la cabaña abandonada de la familia y se dirige a Ginebra, jurando vengarse de su creador.
Víctor, que cree que su creación está destruida, regresa a Ginebra con la intención de casarse con Elizabeth; pero al llegar descubre que su pequeño hermano William ha sido asesinado y Justine Moritz (Trevyn McDowell), una sirvienta de la casa de los Frankenstein, es culpada por el crimen, ya que la criatura le plantó el relicario de Víctor que William llevaba cuando fue asesinado; la joven es sacada de la cárcel por una turba iracunda y es linchada ante la mirada impotente de su madre (Celia Imrie) y los Frankenstein. Esa noche Víctor es abordado por su creación, quien le dice que se encuentre con él en la montaña. Al darse cuenta de que la criatura asesinó a su hermano William, Víctor va con la intención de destruirlo, pero no es rival para su velocidad y fuerza. La criatura le pregunta quién era la gente que Víctor usó para construirlo. Víctor responde que no eran más que materias primas, pero la criatura responde que sabía leer, hablar y tocar la flauta; pero que no lo aprendió, sino que recordó cómo hacerlo.
En lugar de matar a su creador, la criatura insiste en que Víctor le cree una novia; si lo hace, promete abandonar para siempre la humanidad para que Víctor no tenga que volver a verlo. Para garantizar la seguridad del resto de su familia, Víctor comienza entonces a recoger las herramientas que utilizó para crear vida, pero cuando la criatura insiste en que use el cuerpo de Justine para crear a la novia, Víctor rompe su promesa. Enfurecido, el monstruo una vez más jura venganza, diciendo: "Si me niegas mi noche de bodas, ¡voy a estar contigo en la tuya!"
Víctor y Elizabeth se casan. En el camino a su luna de miel son flanqueados por guardias. Mientras tanto, el padre de Víctor muere mientras la criatura vela por él. Esa noche Víctor toma todas las precauciones para defender a su nueva familia, pero la criatura los encuentra de todos modos y accede a la habitación de Elizabeth. Tapa su boca con una mano para evitar que grite, luego a pesar de sus ruegos la mata arrancando su corazón mientras Víctor revisa la casa. Víctor vuelve para encontrar al monstruo sosteniendo el corazón de Elizabeth y diciendo: "¡Yo cumplo mis promesas!" A continuación tira el cuerpo de Elizabeth de la cama; su cabeza choca contra una mesa cercana y su cabello se prende fuego con las velas de allí. La criatura huye por la ventana entre disparos. Víctor frenéticamente extingue el fuego.
Víctor corre a su casa para traer a Elizabeth de vuelta a la vida. Rechazando lo que se propone hacer, Henry Clerval intenta detenerlo. Víctor afirma que su padre hubiese hecho lo mismo con la muerte de su madre. Después de que Henry le dice que el Barón Frankenstein está muerto, Víctor cree que no hay nada que perder. "Nada más que tu alma", responde Henry. Una vez que cose la cabeza de Elizabeth al cuerpo creado con los restos de Justine y otros cadáveres, Víctor recrea el experimento logrando que Elizabeth despierte, aunque desfigurada mientras Henry grita horrorizado. Víctor tiene una alegría efímera luego de hacerla volver a la vida y lograr que recupere parte de sus recuerdos. Pero el monstruo llega y exige que se la entregue como la compañera que le encargó; Víctor y el monstruo se pelean por su afecto, pero son interrumpidos por Elizabeth, quien al darse cuenta de su propio aspecto aberrante se suicida prendiendo fuego a su cuerpo e incendiando de paso la mansión.
La historia regresa al círculo polar ártico. Víctor, enfermo y débil por su viaje al Polo Norte, le dice a Walton que ha estado persiguiendo a su creación durante meses con la intención de matarla. Poco después de relatar su historia, Víctor sucumbe a la neumonía y muere. Robert Walton habla con su tripulación y les advierte que la expedición al Polo Norte continuará. Después oye un ruido en la habitación donde dejó el cadáver de Víctor Frankenstein. Allí encuentran a la criatura llorando sobre el cadáver de su creador; cuando Robert Walton le pregunta por qué llora la muerte de Víctor, el monstruo responde: "Porque era mi padre."
Finalmente llevan fuera el cadáver de Víctor Frankenstein y preparan una pira funeraria para él. La ceremonia es interrumpida cuando se preparan para quemar el cuerpo con una antorcha, ya que el hielo alrededor del barco comienza a resquebrajarse. El barco se libera y se aleja en una dirección, mientras que la pira va en otra sobre un trozo de hielo, por lo que los marineros huyen a la nave. El capitán pide al monstruo que suba con ellos, pero éste responde que no desea nada con la humanidad y tomando la antorcha, nada hacia la pira y la enciende, quemándose vivo, abrazado al cadáver de su creador. 
Robert Walton, después de haber visto el resultado de la obsesión de Frankenstein, se pone a sí mismo al margen, renuncia a continuar el viaje al Polo Norte y ordena que la nave de media vuelta y regrese a casa.

## Reparto
| Actor                | Personaje                         | Notas          |
| -------------------- | --------------------------------- | -------------- |
| Robert De Niro       | La criatura / El soldado cojo     |                |
| Kenneth Branagh      | Víctor Frankenstein               |                |
| Rory Jennings        | Joven Victor Frankenstein         |                |
| Tom Hulce            | Henry Clerval                     |                |
| Helena Bonham Carter | Elizabeth Lavenza Frankenstein    |                |
| Hannah Taylor Gordon | Joven Elizabeth Lavenza           |                |
| Ian Holm             | Barón Alphonse Frankenstein       |                |
| John Cleese          | Profesor Waldman                  |                |
| Aidan Quinn          | Capitán Robert Walton             |                |
| Richard Briers       | Abuelo                            |                |
| Robert Hardy         | Profesor Krempe                   |                |
| Trevyn McDowell      | Justine Moritz                    |                |
| Christina Cuttall    | Joven Justine Moritz              |                |
| Celia Imrie          | Sra. Moritz                       |                |
| Cherie Lunghi        | Caroline Frankenstein             |                |
| Ryan Smith           | William Frankenstein              |                |
| Hugh Bonneville      | Schiller                          |                |
| Jenny Galloway       | Esposa del vendedor               |                |
| Patrick Doyle        | Conductor de orquesta en el salón | No acreditado  |
| Alex Lowe            | Tripulante                        |                |
| Stuart Hazeldine     | Hombre en escena de multitud      | No acreditado  |
| Fay Ripley           | Prostituta                        | Escena borrada |
| Gerard Horan         | Claude                            |                |
| Mark Hadfield        | Felix                             |                |
| Joanna Roth          | Marie                             |                |

## Recepción
El guionista Frank Darabont más tarde llamó a la película "el mejor guion que he escrito y la peor película que he visto", declarando:

Hay un extraño efecto doppleganger cuando veo la película. Es como la película que escribí, pero no como la película que escribí. No tiene paciencia para la sutileza, no tiene paciencia para los momentos tranquilos, no tiene periodo de paciencia. Es grande, ruidosa, contundente y reformulada por el director en cada giro posible. Acumulativamente, el efecto fue una película totalmente diferente. No sé por qué Branagh necesitaba hacer a esta película grande y ruidosa... el material era sutil. El libro de Shelley va en muchas direcciones, pero también es muy sutil. No sé por qué tuvo que ser este intento operístico de hacer cine. El libro de Shelley no es operístico, te susurra mucho. La película fue mala. Ese fue mi Waterloo. Ahí es donde realmente me patearon el trasero como guionista ... [Branagh] realmente tomó la peor parte de la culpa de esa película, lo cual fue apropiado. Esa película fue su visión por completo. Si te encanta esa película, puedes arrojar todas tus rosas a los pies de Ken Branagh. Si lo odiabas, arroja tus lanzas allí también, porque esa era su película.
Frank Darabont

Respecto a la crítica las revisiones críticas fueron mixtas; la película actualmente tiene un índice de aprobación del 39% en Rotten Tomatoes basado en 41 críticas con el consenso: "Mary Shelley's Frankenstein es ambiciosa y visualmente llamativa, pero el tono excesivo y la falta de sustos hacen que la experiencia sea tonalmente inconsistente".
Roger Ebert le dio a la película dos estrellas y media de cuatro, y escribió: "Admiré tanto las escenas con De Niro [como la Criatura] que me siento tentado a darle un veredicto favorable a Mary Shelley's Frankenstein. Pero es casi un error. La criatura es un acierto, pero el resto de la película es tan frenética, tan maníaca, que no se detiene para asegurarse que sus efectos sean percibidos".
Janet Maslin escribió: "Branagh no dio la talla. No muestra la delicadeza técnica para manejar una película grande y visualmente ambiciosa, ni la idea de desarrollar una nueva versión emocionante de esta historia. En cambio, esto es un insulso Frankenstein de los años 90, un villano sin culpa pero cargado a lo trágicamente incomprendido. Incluso la Criatura (Robert De Niro), un solitario estéticamente impedido con un padre que lo rechazó, sería un excelente invitado en cualquier programa de televisión durante el día".
Por el contrario, James Berardinelli de Reelviews.net le dio a la película tres de cuatro estrellas, escribiendo: "Mary Shelley's Frankenstein puede no ser la versión definitiva de la novela de 1818, y el director probablemente intentó más de lo que es práctico para una película de dos horas, pero la sobreabundancia es preferible a la alternativa, especialmente si resulta, como en este caso, en algo más sustancial que la pelusa típica y entretenida de Hollywood".
Las audiencias encuestadas por CinemaScore le dieron a la película una calificación promedio de "B-" en una escala de A + a F.

## Taquilla
La película fue una decepción al recaudar en Estados Unidos solo U$22,006,296 a nivel nacional, con el fin de semana de apertura de U$11,212,889 que representa más de la mitad de su total nacional. Sin embargo, le fue mucho mejor en el extranjero, donde recaudó U$90 millones, con lo que su ingreso mundial fue de U$112,006,296.

## Premios y reconocimientos
| Premio        | Categoría                  | Candidato                                  | Resultado |
| ------------- | -------------------------- | ------------------------------------------ | --------- |
| Premios Óscar | Mejor maquillaje           | Daniel Parker, Paul Engelen, Carol Hemming | Nominado  |
| Premios BAFTA | Mejor diseño de producción | Tim Harvey                                 | Nominado  |
| Saturn Awards | Mejor película de terror   | Frankenstein de Mary Shelley               | Nominado  |
| Saturn Awards | Mejor Actor                | Kenneth Branagh                            | Nominado  |
| Saturn Awards | Mejor Actriz               | Helena Bonham Carter                       | Nominado  |
| Saturn Awards | Mejor Maquillaje           | Daniel Parker, Paul Engelen                | Nominado  |
| Saturn Awards | Mejor Música               | Patrick Doyle                              | Nominado  |
| Saturn Awards | Mejor Actor de reparto     | Robert De Niro                             | Nominado  |
| Saturn Awards | Mejor Guion                | Steph Lady, Frank Darabont                 | Nominado  |